# Деева, Ирина Савельевна
Ирина Савельевна Деева (31 декабря 1886, Волынь Российская империя — 3 октября 1965, Москва) — советский театральный режиссёр, актриса, театральный деятель. Первая женщина-режиссёр на Украине; организатор вместе с А. И. Соломарским Киевского театра рабочей молодежи (позже Театр юного зрителя (ТЮЗ) (1924) и первого кукольного театра на Украине в 1927 году. Заметная фигура в украинском театре.

## Биография
Окончила Высшие женские курсы, юридический факультет Сорбонны в Париже, драматические курсы Ю. Озаровского при Петербургском театральном училище.
В 1912—1919 — актриса Киевского русского театра «Соловцова», работала во Втором театре Украинской Советской Республики имени Ленина (1919), где была режиссёром второго состава спектакля «Fuente ovejuna» («Овечий источник») Лопе де Веги в постановке К. А. Марджанова, в Ростовском русском театре.
С 1919 — режиссёр Киевского русского театра под руководством К. А. Марджанова, руководитель студии при нём. Была одной из организаторов и первым директором, главным режиссёром и художественным руководителем Киевского театра для детей им. И. Франко (впоследствии Киевский академический театр юного зрителя на Липках, 1924—1931, 1933—1938), главным режиссёром Днепропетровского театра юного зрителя (1931—1933).
В 1938—1941 — художественный руководитель Архангельского, в 1941—1948 — режиссёр Новосибирского ТЮЗов, с 1948 — режиссёр Новокузнецкого театра.
Член Всероссийского театрального общества с 1938 года. Член ВКП(б) с 1946 года.
Была активным деятелем советского театра для детей. В своих спектаклях уделяла большое внимание работе с актёром.
С 1919 года вела педагогическую работу в театральных студиях.
Умерла 3 октября 1965 года в Москве.

## Избранные театральные постановки
Спектакли:
- «Овечий источник» Лопе де Вега (1919),
- «Маугли» по Р. Киплингу (1924),
- «По заре» С. Гжицкого (1926),
- «Робин Гуд» С. Зарицкого (1926),
- «Недоросль» Д. Фонвизина (1927),
- «Женитьба» и «Ревизор» Н. Гоголя (1928),
- «Дон Кихот» по М. де Сервантесом (1928),
- «Так было» А. Бруштейн (1929),
- «Гибель эскадры», «На штурм» А. Корнейчука (обе — 1931),
- «Мещанин во дворянстве» Ж.-Б. Мольера (1934),
- «Детство» по Максиму Горькому (1937).